# Fegyver

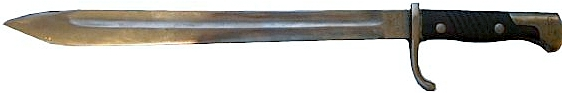
A bajonettet napjaink háborúiban még mindig használják, mint kést és lőfegyver elejére rögzítve mint „lándzsát”.

A fegyver olyan ember alkotta eszköz, amellyel használója képes saját testi korlátain túlmenően támadást vagy védekezést végrehajtani, illetve azok hatásfokát és hatótávolságát megnövelni. Az alapvetően létfenntartásra készített eszközöket elsősorban a vadászatban, majd idővel háborúkban is alkalmazták. Később egyes fegyvereket az egymás közötti békés célú küzdelmekben, harci játékokban (például lovagi tornák, olimpiák), sportolási célokra is felhasználták és használják napjainkban is.
Átvitt értelemben minden, ami képes másban (tárgyban, élőlényben) kárt tenni, akár pszichikailag is, fegyvernek tekinthető. Egy fegyver lehet nagyon egyszerű (mint egy bunkó), vagy nagyon bonyolult is (mint egy interkontinentális ballisztikus rakéta).
A bonyolultabb műszaki felépítésű fegyvert fegyverrendszernek nevezik. A fegyverrendszereket összetett módon, egymással fizikailag összeépítve, vagy virtuális kapcsolatban állva együttesen is alkalmazhatják. Az idők folyamán a fegyverek fejlesztéseire, tárolásaira, alkalmazásaira pontos katonai szabványok és jogi előírások lettek kidolgozva. Ezen szabványok és jogi szabályozások biztosítják a fegyver(rendszer) funkciójának megfelelő optimális felhasználását, azok betartása a fegyver alkalmazójának érdeke.
A hazai fegyvertervezést és -fejlesztést a Honvédelmi Minisztérium Technológiai Hivatala (HM TH) irányítja.

## Történet

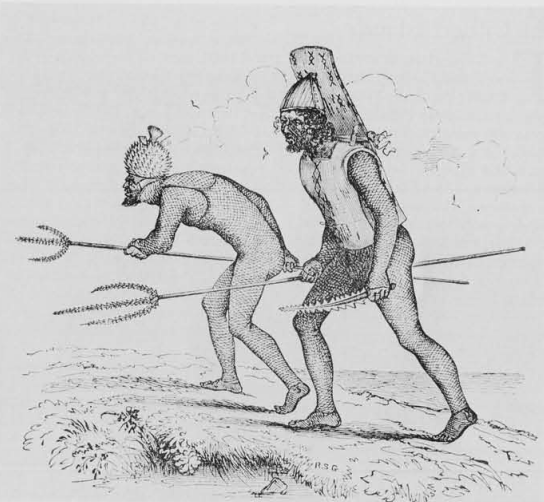
Gilbert-szigeteki (Kiribati része) férfiak az 1845 előtti időkből, cápafog fegyverekkel, kókuszrost ruházatban

A fegyverek fejlődéstörténete szorosan összefügg a fémkohászati eljárások, valamint a természet- és műszaki tudományok fejlődésével.
Az őskorban a mindennapi életben alkalmazott fegyverek emberi erővel működtek, valószínűsíthetően az ingóságok felhalmozásának idején váltak egyre gyakrabban alkalmazottá (ld. háború). Ezek minden esetben ún. hidegfegyverek voltak (szál- és lőfegyverek egyaránt). Az ókori Görögországban és a Római Birodalom idején a fegyverek, a birodalmak hódító hadjáratai miatt, sokat fejlődtek. Megjelentek az akkori idők legnagyobb teljesítményű fegyverei (például a gladiusok, a pylon, a balliszta stb.). A középkorban további jelentős fejlődésen estek át, valamint megjelentek a lőport alkalmazó tűzfegyverek (lövegek) is, egyre inkább háttérbe szorítva, majd végleg felváltva a korábbi hajítógépeket. A fegyverek megnövekedett hatásfoka eredményezte az ellenük kifejlesztett, hatékonyabb védőeszközöket és testpáncélzatokat, valamint a nagyobb szerkezeti állékonyságú (kőfalú, majd később téglafalú) várakat, végvár-rendszereket. 
A reneszánsz korában a tovább finomodó fémkohászati eljárások lehetővé tették a még hatékonyabb és már eltérő kategóriájú lövegek kifejlesztését ( mozsár és ágyú), valamint ezen tűzfegyverek kézifegyverek szintjére való kicsinyítését (mordály, kurtály, puska, pisztoly) is. Jelentős és rohamos fejlődést Európa fegyverfejlesztési történetében az ipari forradalom okozott. Megjelentek a felfegyverzett fahajók, megindult a verseny a tengerfelszínek birtoklásáért, valamint a Föld más kontinensein gyarmati hódítások kezdődtek. 
A modern kori acélgyártás kikísérletezése lehetővé tette a tűzfegyverek méretének jelentős csökkentését, ami azok egyre nagyobb számban való elterjedését, megbízhatóságuk, pontosságuk és élettartamuk jelentős növelését tette lehetővé. A "fegyverek forradalma", a tűzfegyverek elterjedése gyakorlatilag kiszorította a hidegfegyvereket a harcterekről. A 18-19. században új fegyverkategóriák alig keletkeztek, a meglevők fejlődése csak az anyagtechnológia fejlődésével tartott lépést. Kikristályosodtak a seregtestek stratégiai felépítései, vezetési rendjei, harceljárásai. A 19-20. század fordulóján ismét nagyarányú fejlődés vette kezdetét, ami a mai napig tart. A hadászatnak, harcászatnak addig soha nem tapasztalhatóan változatos fegyvertára vált elérhetővé. 
A fejlődés főként a természettudományok és az ezeket alkalmazó műszaki tudományok rohamos fejlődésének tudható be. Megjelentek az egyesített lőszert tüzelő öntöltő (félautomata) és önműködő (automata) tűzfegyverek, újabb lövegkategóriák, a gőzhajtású páncélos hadihajók, a repülőgépek, a tengeralattjárók, a harckocsik, az addiginál jóval nagyobb űrméretű vasúti lövegek, nagyobb hatásfokú robbanóanyagok, a különféle bombák és gránátok, a sugárhajtású repülőgépek, a repülőgép-anyahajók és repülőgép-hordozók, a termonukleáris és az ezeket kiváltó precíziós csapásmérésre alkalmas fegyverek, a különféle rakétafegyverek és rakétavédelmi fegyverrendszerek, az űrfegyverek, valamint a nukleáris meghajtású tengeralattjárók és hadihajók. A 20. század végére megjelentek a pilóta nélkül repülni képes repülőeszközök, valamint a lézerfegyverek is. Az 1950-es évektől az informatika nagyarányú fejlődésével lehetőség nyílt ezen fegyverek legváltozatosabb módú összeépítésével igen bonyolult fegyverrendszerek tervezése és megépítése. Ezen fegyver(rendszer)ek élettartama várhatóan többszörösei lesznek a ma alkalmazottaknak. Ezek már a 21. századba mutató fejlesztések.

## Elemei
- Vezérlő egység: a fegyver azon eleme, amelyik segítségével a harci rész célba juttatható. Például: szálfegyver esetében a markolat, hideg lőfegyver esetében az íj és a nyílvessző, csöves tűzfegyver esetében a fegyvercső, reaktív hajtású tűzfegyver esetében a vezérlő elektronika.
- Harci (romboló)rész: a fegyver azon eleme, amelyik a kívánt hatást eléri a célban.

## Csoportosítás
A fegyvereket többféleképpen lehet csoportosítani.

### Fegyver rendeltetésszerű alkalmazásának módja szerint
- Védőfegyver: Az a fegyver, ami a támadófegyver elhárítására szolgál. Például: lég- és harckocsielhárító lövegek, aktív harckocsipáncélok, ellen-rakéta és rakétavédelmi rendszerek.
- Támadófegyver: Minden, a rombolás, pusztítás szerepét betöltő harceszköz.

### Hajtótöltet alkalmazása szerint
- Hidegfegyver: Mechanikai energia hajtja a harci részt a célba. Például: szálfegyverek és hideg lőfegyverek.
- Tűzfegyver: Kémiai energia (lobbanás, robbanás) hajtja a harci részt a célba. Például: csöves tűzfegyverek (kézifegyverek, lövegek), reaktív hajtású tűzfegyverek (manőverező robotrepülőgépek, rakéták), irányított energiájú fegyverek.

### Harci rész mozgása szerint
- Szálfegyverek: ütésre, szúrásra, vágásra alkalmas fegyverek. Például: bot, bunkó; dárda, lándzsa, pika, alabárd szurony, kés; kard, szablya; bárd, fokos; stb.

- Lőfegyverek:
  - Hideglőfegyverek: parittya, csúzli, íj, számszeríj, szélpuska.
  - Tűzfegyverek: aktív hajtású lőfegyver (csöves tűzfegyver), reaktív hajtású lőfegyver (rakéta), irányított energiájú fegyver.

### Harci rész hatótávolsága szerint
- Közelharc-fegyver: az emberi végtagok (harcművészetek), szálfegyverek, hideglőfegyverek (parittya, csúzli), csöves tűzfegyverek (maroklőfegyverek).
- Kis hatótávolságú fegyver: hideglőfegyverek (íj, számszeríj, szélpuska), tűzfegyverek (csöves- és reaktív hajtású páncéltörő/átégető/repesztő tűzfegyverek).
- Közepes hatótávolságú fegyver: tűzfegyverek. Például: lövegek és rakéták.
- Nagy hatótávolságú fegyver: reaktív hajtású és irányított energiájú fegyver. Például: Interkontinentális ballisztikus rakéták és lézerfegyverek.

### Mozgathatóság szerint
- Könnyen mozgatható fegyver: kézifegyverek. Például: szálfegyverek, hideglő- és tűzfegyverek.
- Telepített fegyver: kőhajító gép, balliszta, löveg, silóba telepített ICBM.
- Vontatott fegyver: többnyire a telepített fegyverek modernizált, könnyített változatai (vontatott lövegek).

## Jogi fogalma Magyarországon
A 2004-2012 között érvényes meghatározása:
"fegyver: lőfegyver, gáz- és riasztófegyver, légfegyver, festéklövő fegyver, muzeális fegyver, színházi fegyver;"

### Jogszabály
- 2004. évi XXIV. törvény a lőfegyverekről és lőszerekről
- 253/2004. (VIII. 31.) Korm. rendelet a fegyverekről és lőszerekről

### Egyéb
- Archív: Honvédelmi Minisztérium Fejlesztési és Logoszitikai Ügynökség Technológiai Igazgatóság